# Blaudeix
Blaudeix is een plaats en voormalige gemeente in het Franse departement Creuse in de regio Nouvelle-Aquitaine en telt 116 inwoners (2009). De plaats maakt deel uit van het arrondissement Guéret.

## Geschiedenis
Blaudeix is op 1 januari 2025 gefuseerd met de gemeente Parsac-Rimondeix tot de gemeente Parsac.

## Geografie
De oppervlakte van Blaudeix bedraagt 6,9 km², de bevolkingsdichtheid is dus 16,8 inwoners per km².

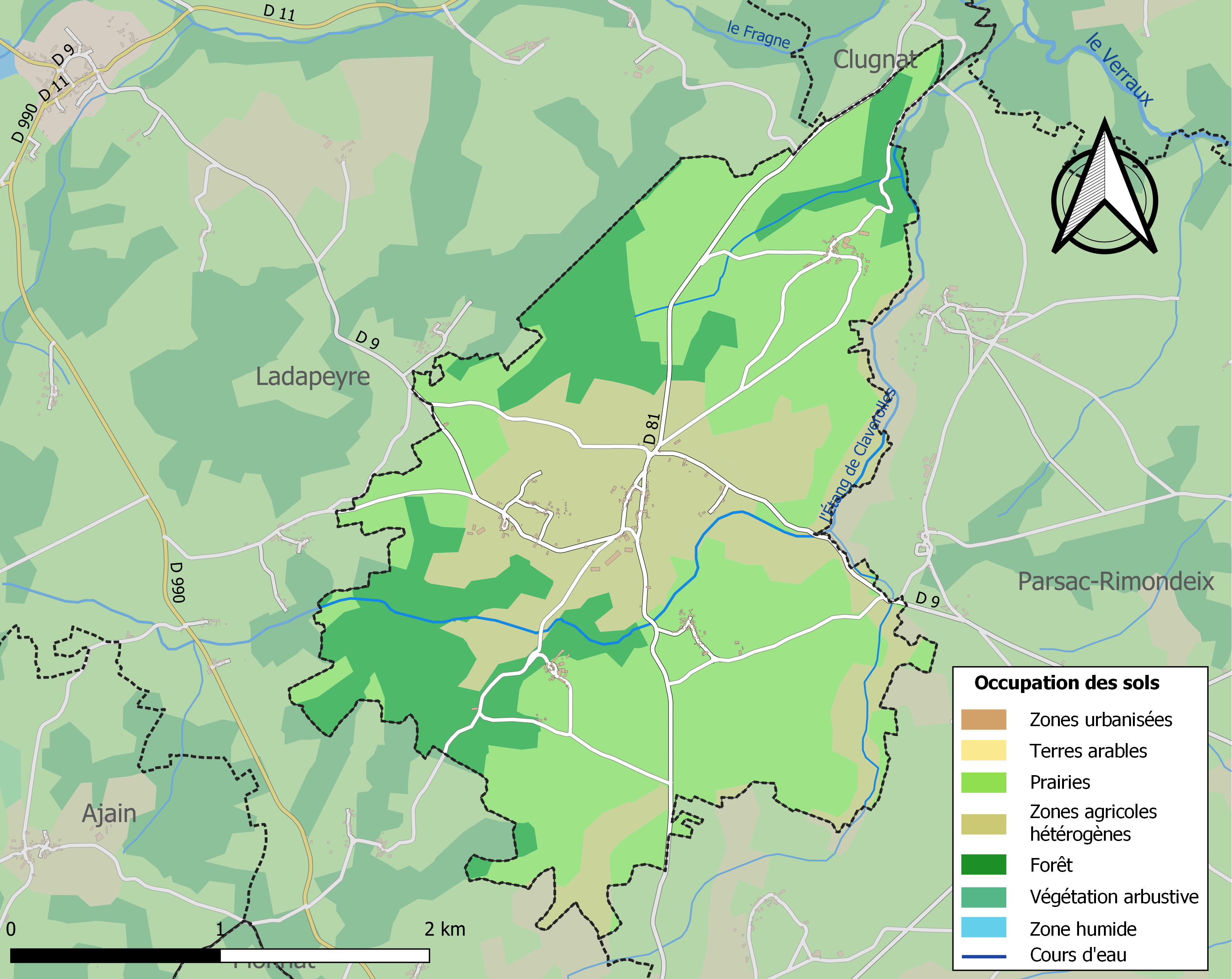
Kaart van de gemeente met de belangrijkste infrastructuur, bodemgebruik en omliggende gemeenten

## Demografie
Onderstaande figuur toont het verloop van het inwonertal.
Blaudeix · Rimondeix · Parsac

Voormalige gemeente: Parsac-Rimondeix